# Catopyrops procella
Catopyrops procella är en fjärilsart som beskrevs av Tite 1963. Catopyrops procella ingår i släktet Catopyrops och familjen juvelvingar. Inga underarter finns listade i Catalogue of Life.